# Sexto Júlio César (flâmine quirinal)
Sexto Júlio César (em latim: Sextus Iulius Caesar) foi um pretor romano da família César da gente Júlia eleito flâmine quirinal no ano 57 a.C..
Quase nada se sabe sobre ele, sendo a única referência a ele encontrada em Cícero, De hasuspicium responso, que menciona Sexto César como flâmine quirinal.
Ele provavelmente foi filho de Sexto Júlio César, cônsul em 91 a.C. (663 ab urbe condita), e pai de Sexto Júlio César, que foi governador da Síria. Alguns autores identificam o flâmine quirinal com o governador da Síria.
Seu parentesco com Júlio César, o ditador, é incerto. De acordo com William Smith, seu pai, o cônsul de 91 a.C., era filho de Caio Júlio César, o avô do ditador, e de Márcia; o flâmine quirinal seria, portanto, primo do ditador.
De acordo com os genealogistas ingleses James Anderson e William Berry, ele seria de um ramo distante da família de Júlio César, o imperador: ele seria bisneto de Sexto Júlio César, o embaixador em Abdera, e trisneto de Sexto Júlio César, tribuno militar e trisavô de Júlio César, o imperador.